# 일본능구렁이
일본능구렁이(학명: Dinodon orientalis)는 뱀과 능구렁이속의 뱀의 일종이다. 류큐 열도를 제외한 그 이북의 일본열도 및 쿠릴열도 일대(혼슈, 시코쿠, 큐슈, 북해도, 고토 제도, 이키섬, 이즈오섬, 사도가섬, 다네가섬, 야쿠섬, 시아시코탄섬)에서 자생한다.
다 자라도 신장이 30-70 cm에 불과하여 한반도의 능구렁이나 류큐능구렁이에 비해 작다. 검은 줄무늬를 갖고 있지만 근연종들의 뚜렷한 흑적무늬에 비해 붉은색이 탁해서 갈색에 가깝다. 숲의 임상층에 살면서 다른 뱀이나 개구리, 장지뱀, 두꺼비 등을 잡아먹고 산다.